# Wladimir Köppen
Wladimir Köppen (eredeti, orosz nevén: Vlagyimir Petrovics Kjoppen, (Szentpétervár, 1846. szeptember 25. – Graz, 1940. június 22.) német-osztrák származású orosz földrajztudós, meteorológus, éghajlatkutató és botanikus, Alfred Wegener apósa.

## Élete
Nagyapja egyike volt azoknak a német tudósoknak, akiket Nagy Katalin cárnő hívott Oroszországba. Édesapja, Peter von Köppen (1793–1864) földrajztudós, történész és etnográfus főképp az orosz kultúra gyökereit kutatta. Eredményeiért II. Sándor cár a kor legmagasabb akadémiai kitüntetésével és (1858-ban) krími tengerparti villával jutalmazta.
Wladimir Szimferopolban járt középiskolába. Botanikát 1864-ben a szentpétervári egyetemen kezdett hallgatni, és hamarosan felkeltette figyelmét a Krím-félsziget növényzeti sokfélesége. 1867-től a Heidelbergi Egyetemen folytatta tanulmányait. Doktori disszertációját (a hőmérséklet és a növények növekedésének kapcsolatáról) a lipcsei egyetemen, 1870-ben védte meg.
A porosz–francia háborúban (1870–71) egy egészségügyi alakulatban szolgált, majd visszatért Oroszországba.
Szakmai tevékenysége mellett mindig intenzíven foglalkoztatták a legkülönfélébb társadalmi kérdések:
- a földreform,
- az iskolarendszer reformja,
- a szegények élelmezése,
- az alkoholizmus,
- a naptárreform stb.

Szakkérdésekről és társadalmi témákról összesen több mint 500 publikációja jelent meg. Úgy vélte, a világbéke legfőbb eszköze az eszperantó nyelv elterjesztése lehet. Eszperantóul épp oly folyékonyan beszélt, mint németül vagy oroszul, és több cikkét eszperantóra is lefordította.
Különösen a gyerekek sorsa érdekelte. Hamburgban fiú árvaházat alapított, és amíg ott élt, tevékenyen részt is vett az ottani munkában. Öt gyermeke mellé (apjuk halála után) egy unokaöccsét és egy unokahúgát is örökbe fogadta.
Több, Oroszországból kivándorolt tudósnak szállást adott Hamburgban, majd segítette áttelepülésüket Amerikába
Rendkívül szerény ember volt: nemesi előnevét nem használta; tudományos címeire, kitüntetéseire nem hivatkozott.

### Szakmai pályafutása
1872-ben állt munkába az orosz meteorológiai szolgálatnál, majd hamarosan Németországba költözött, ahol 1875-ben a hamburgi tengerészeti obszervatórium (Deutsche Seewarte) meteorológiai részlegvezetőjévé nevezték ki – itt időjárás-előrejelző rendszert dolgozott ki. Ezen a munkahelyen 1919-ig maradt; posztján veje, Alfred Wegener követte).
1886–1891 között a Német Meteorológiai Szolgálat (Deutsche Meteorologische Gesellschaft) évkönyvének társszerkesztője volt.
1924-ben Grazba költözött; itt kezdte a közös munkát Rudolph Geiger meteorológussal.

## Köppen-féle osztályozás
Fő műve az éghajlattípusokat összegző és osztályozó rendszer, ami máig a legismertebb tipizálások egyike. A Föld hőmérsékleti öveinek térképét 1884-ben publikálta; az osztályozás matematikai alapjaival és első változatával 1900 táján készült el. Rendszerét 1936-ig fokozatosan finomította.

## Művei
Rendkívül termékeny szerző volt; több mint 100 publikációja jelent meg a különböző szaklapokban. Néhány a fontosabbak közül:
- Wladimir Köppen, 1874: Über die Abhängigkeit des Klimatischen Charakters der Winde von Ihrem Ursprunge. Reportorium für Meteorologie.
- Wladimir Köppen, 1884: A Föld meleg övezeteinek térképe.
- Wladimir Köppen, 1899: Grundlinien der Maritimen Meteorologie. (A tengerészeti meteorológia alapjai.)
- Wladimir Köppen, Alfred Wegener, 1924: Die Klimate der geologischen Vorzeit (A földtani múlt éghajlata).
- Wladimir Köppen, Rudolph Geiger, 1927–1940: Handbuch der Klimatologie (Az éghajlattan kézikönyve; befejezetlen).
- Wladimir Köppen, 1931: Grundriss der Klimakunde